# Virtus Pallacanestro Bologna 2020-2021
Questa voce raccoglie le informazioni riguardanti la Virtus Pallacanestro Bologna nelle competizioni ufficiali della stagione 2020-2021.

## Stagione
La stagione 2020-2021 della Virtus Pallacanestro Bologna sponsorizzata Segafredo, è l'82ª nel massimo campionato italiano di pallacanestro, la Serie A.

## Roster
Aggiornato al 26 luglio 2020.
| Segafredo Virtus Bologna 2020-21 | Segafredo Virtus Bologna 2020-21 |
| Giocatori                        | Staff tecnico                    |
| -------------------------------- | -------------------------------- |

| N. | Naz.                                                | Ruolo | Nome                | Anno | Alt.   | Peso   |  |
| -- | --------------------------------------------------- | ----- | ------------------- | ---- | ------ | ------ |  |
| 0  | Italia (bandiera)                                   | C     | Amedeo Tessitori    | 1994 | 208 cm | 97 kg  |  |
| 1  | Italia (bandiera)                                   | P     | Lorenzo Deri        | 2001 | 188 cm | 74 kg  |  |
| 3  | Italia (bandiera)                                   | G     | Marco Belinelli     | 1986 | 196 cm | 100 kg |  |
| 6  | Italia (bandiera)                                   | P     | Alessandro Pajola   | 1999 | 194 cm | 83 kg  |  |
| 7  | Bosnia ed Erzegovina (bandiera) · Italia (bandiera) | AG    | Amar Alibegović     | 1995 | 206 cm | 109 kg |  |
| 9  | Serbia (bandiera)                                   | P     | Stefan Marković     | 1988 | 199 cm | 98 kg  |  |
| 11 | Italia (bandiera)                                   | AG    | Giampaolo Ricci (C) | 1991 | 201 cm | 102 kg |  |
| 14 | Stati Uniti (bandiera)                              | PG    | Josh Adams          | 1993 | 188 cm | 86 kg  |  |
| 17 | Italia (bandiera)                                   | A     | Lapo Galli          | 2003 | 196 cm |        |  |
| 20 | Italia (bandiera)                                   | C     | Matteo Barbieri     | 2003 | 211 cm |        |  |
| 32 | Stati Uniti (bandiera)                              | AC    | Vince Hunter        | 1994 | 203 cm | 98 kg  |  |
| 34 | Stati Uniti (bandiera)                              | AP    | Kyle Weems          | 1989 | 198 cm | 100 kg |  |
| 35 | Serbia (bandiera) · Italia (bandiera)               | AG    | Stefan Nikolić      | 1997 | 203 cm | 95 kg  |  |
| 44 | Serbia (bandiera)                                   | P     | Miloš Teodosić      | 1987 | 196 cm | 89 kg  |  |
| 45 | Stati Uniti (bandiera)                              | C     | Julian Gamble       | 1989 | 208 cm | 114 kg |  |
| 55 | Italia (bandiera)                                   | AP    | Awudu Abass         | 1993 | 198 cm | 100 kg |  |

| Allenatore |
| - Aleksandar Đorđević                                                                                         |
| Assistente/i                                                                                                  |
| - Goran Bjedov - Christian Fedrigo - Mattia Largo Legenda - (C) Capitano - (IN) Inattivo - Infortunato Roster |

## Mercato

### Sessione estiva
| Acquisti | Acquisti         | Acquisti          | Acquisti      | Acquisti |
| R.       | Nome             | da                | Modalità      |          |
| -------- | ---------------- | ----------------- | ------------- | -------- |
| AG       | Amar Alibegović  | Virtus Roma       | svincolato    |          |
| AP       | Awudu Abass      | Brescia           | svincolato    |          |
| C        | Amedeo Tessitori | Universo Treviso  | svincolato    |          |
| PG       | Josh Adams       | Málaga            | svincolato    |          |
| C        | Gora Camara      | Junior Casale     | fine prestito |          |
| G        | Mikk Jurkatamm   | Basket Ravenna    | fine prestito |          |
| PG       | Roberto Chessari | Basket Scauri     | fine prestito |          |
| C        | Matteo Berti     | Pod. Montegranaro | fine prestito |          |

| Cessioni | Cessioni            | Cessioni            | Cessioni                | Cessioni |
| R.       | Nome                | a                   | Modalità                |          |
| -------- | ------------------- | ------------------- | ----------------------- | -------- |
| AC       | Filippo Baldi Rossi | Pall. Reggiana      | risoluzione consensuale |          |
| G        | Frank Gaines        | Bnei Herzliya       | fine contratto          |          |
| C        | Matteo Berti        | Benedetto XIV Cento | fine contratto          |          |
| PG       | David Cournooh      | Vanoli Cremona      | fine contratto          |          |
| C        | Gora Camara         | Monferrato Basket   | prestito                |          |
| PG       | Roberto Chessari    | Virtus Ragusa       | fine contratto          |          |
| G        | Mikk Jurkatamm      | Free agent          | fine contratto          |          |
| C        | Marcos Delía        | Free agent          | fine contratto          |          |
| GA       | Devyn Marble        | Free agent          | fine contratto          |          |

### Dopo l'inizio della stagione
| Acquisti | Acquisti        | Acquisti          | Acquisti         | Acquisti   |
| R.       | Nome            | da                | Data             | Modalità   |
| -------- | --------------- | ----------------- | ---------------- | ---------- |
| G        | Marco Belinelli | San Antonio Spurs | 26 novembre 2020 | svincolato |

| Cessioni | Cessioni | Cessioni | Cessioni | Cessioni |
| R.       | Nome     | a        | Data     | Modalità |
| -------- | -------- | -------- | -------- | -------- |

## Statistiche

### Statistiche dei giocatori

#### Campionato(Regular season + playoff)[5]
| Giocatore         | Partite | Partite | Partite | Pun | Min. | Falli | Falli | Tiri da 2 | Tiri da 2 | Tiri da 2 | Tiri da 3 | Tiri da 3 | Tiri da 3 | Tiri Liberi | Tiri Liberi | Tiri Liberi | Rimbalzi | Rimbalzi | Rimbalzi | Stopp. | Stopp. | Palle | Palle | Ass | Val. | Val.  | A+dP |
| Giocatore         | Pr      | PG      | SF      | Pun | Min. | C     | S     | R         | T         | %         | R         | T         | %         | R           | T           | %           | O        | D        | T        | D      | S      | P     | R     | Ass | Lega | OER   | A+dP |
| ----------------- | ------- | ------- | ------- | --- | ---- | ----- | ----- | --------- | --------- | --------- | --------- | --------- | --------- | ----------- | ----------- | ----------- | -------- | -------- | -------- | ------ | ------ | ----- | ----- | --- | ---- | ----- | ---- |
| Awudu Abass       | 36      | 36      | 14      | 217 | 631  | 51    | 55    | 53        | 102       | 52,0      | 21        | 78        | 26,9      | 48          | 57          | 84,2        | 23       | 80       | 103      | 9      | 7      | 30    | 23    | 27  | 231  | 0,850 | 20   |
| Josh Adams        | 38      | 32      | 8       | 197 | 507  | 47    | 38    | 36        | 81        | 44,4      | 35        | 107       | 32,7      | 20          | 23          | 87,0        | 8        | 41       | 49       | 5      | 7      | 36    | 21    | 42  | 142  | 0,771 | 27   |
| Amar Alibegović   | 38      | 37      | 0       | 188 | 490  | 58    | 33    | 54        | 107       | 50,5      | 19        | 51        | 37,3      | 23          | 32          | 71,9        | 39       | 87       | 126      | 3      | 6      | 27    | 6     | 24  | 195  | 0,989 | 4    |
| Matteo Barbieri   | 1       | 1       | 0       | 0   | 1    | 0     | 0     | 0         | 0         | 0,0       | 0         | 0         | 0,0       | 0           | 0           | 0,0         | 0        | 0        | 0        | 0      | 0      | 0     | 0     | 0   | 0    | 0,000 | 0    |
| Marco Belinelli   | 27      | 25      | 17      | 363 | 576  | 35    | 66    | 58        | 115       | 50,4      | 52        | 151       | 34,4      | 91          | 102         | 89,2        | 8        | 57       | 65       | 0      | 1      | 31    | 16    | 44  | 320  | 1,049 | 29   |
| Lorenzo Deri      | 24      | 11      | 0       | 8   | 24   | 4     | 5     | 1         | 4         | 25,0      | 1         | 3         | 33,3      | 3           | 4           | 75,0        | 0        | 0        | 0        | 0      | 1      | 3     | 0     | 5   | 4    | 0,500 | 2    |
| Julian Gamble     | 38      | 38      | 27      | 359 | 749  | 88    | 141   | 149       | 234       | 63,7      | 0         | 1         | 0,0       | 61          | 122         | 50,0        | 58       | 138      | 196      | 39     | 23     | 64    | 16    | 53  | 482  | 0,952 | 147  |
| Vince Hunter      | 38      | 37      | 0       | 319 | 623  | 91    | 71    | 123       | 206       | 59,7      | 3         | 13        | 23,1      | 64          | 83          | 77,1        | 62       | 94       | 156      | 12     | 16     | 47    | 25    | 39  | 356  | 1,041 | 17   |
| Stefan Marković   | 34      | 33      | 32      | 178 | 760  | 70    | 54    | 34        | 52        | 65,4      | 31        | 92        | 33,7      | 17          | 25          | 68,0        | 18       | 100      | 118      | 7      | 3      | 56    | 43    | 145 | 329  | 0,874 | 132  |
| Stefan Nikolić    | 17      | 5       | 0       | 18  | 37   | 6     | 3     | 7         | 8         | 87,5      | 0         | 2         | 0,0       | 3           | 4           | 75,0        | 0        | 0        | 0        | 0      | 1      | 3     | 0     | 5   | 4    | 0,500 | 2    |
| Alessandro Pajola | 30      | 29      | 6       | 182 | 563  | 70    | 47    | 38        | 66        | 57,6      | 29        | 60        | 43,3      | 28          | 42          | 66,7        | 16       | 63       | 79       | 5      | 1      | 43    | 47    | 99  | 269  | 0,915 | 103  |
| Giampaolo Ricci   | 38      | 38      | 38      | 257 | 767  | 82    | 36    | 49        | 91        | 53,8      | 47        | 127       | 37,0      | 18          | 22          | 81,8        | 45       | 125      | 170      | 7      | 5      | 45    | 21    | 58  | 291  | 0,880 | 34   |
| Miloš Teodosić    | 37      | 37      | 5       | 516 | 896  | 80    | 137   | 83        | 152       | 54,6      | 81        | 219       | 37,0      | 107         | 133         | 80,5        | 10       | 83       | 93       | 6      | 10     | 98    | 28    | 242 | 601  | 0,973 | 172  |
| Amedeo Tessitori  | 25      | 23      | 11      | 99  | 214  | 38    | 33    | 39        | 69        | 56,5      | 0         | 1         | 0,0       | 21          | 34          | 61,8        | 17       | 31       | 48       | 5      | 4      | 12    | 8     | 12  | 107  | 1,075 | 8    |
| Kyle Weems        | 34      | 34      | 32      | 329 | 787  | 68    | 27    | 80        | 142       | 56,3      | 47        | 116       | 40,5      | 28          | 34          | 82,4        | 27       | 114      | 141      | 10     | 7      | 26    | 32    | 44  | 345  | 1,062 | 50   |